# 톰 폴리

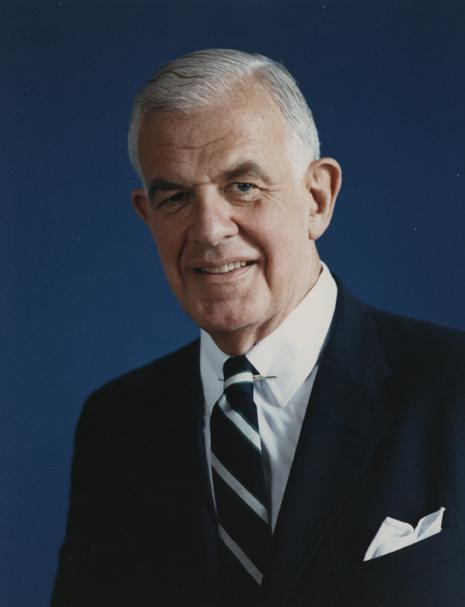
톰 폴리

토머스 스티븐 "톰" 폴리(영어: Thomas Stephen "Tom" Foley, 1929년 3월 6일 ~ 2013년 10월 18일)는 미국의 변호사이자 정치인이며, 제49대 하원 의장을 지냈다. 그는 공화당 혁명 이라 일컬어지는 1994년 하원의원 선거에서 정치 신인에게 패해 132년 만에 낙선한 하원의장이라는 불명예를 안게 되었다. 낙선하기 전에는 민주당이 하원 다수당이었던 시기 동안만 의원직을 맡았기 때문에 '영원한 다수당 의원'이라는 별명을 가졌다. 이후 빌 클린턴 행정부 밑에서 주일 대사를 지냈다.

## 역대 선거 결과
| 선거명      | 직책명                      | 대수  | 정당   | 득표율 | 득표수    | 결과 | 당락                   |
| ----------- | --------------------------- | ----- | ------ | ------ | --------- | ---- | ---------------------- |
| 1964년 선거 | 하원의원 (워싱턴 제5선거구) | 89대  | 민주당 | 53.45% | 84,830표  | 1위  | 워싱턴주 하원의원 당선 |
| 1966년 선거 | 하원의원 (워싱턴 제5선거구) | 90대  | 민주당 | 56.54% | 74,571표  | 1위  | 워싱턴주 하원의원 당선 |
| 1968년 선거 | 하원의원 (워싱턴 제5선거구) | 91대  | 민주당 | 56.79% | 88,446표  | 1위  | 워싱턴주 하원의원 당선 |
| 1970년 선거 | 하원의원 (워싱턴 제5선거구) | 92대  | 민주당 | 67.03% | 88,189표  | 1위  | 워싱턴주 하원의원 당선 |
| 1972년 선거 | 하원의원 (워싱턴 제5선거구) | 93대  | 민주당 | 81.25% | 150,580표 | 1위  | 워싱턴주 하원의원 당선 |
| 1974년 선거 | 하원의원 (워싱턴 제5선거구) | 94대  | 민주당 | 64.35% | 87,959표  | 1위  | 워싱턴주 하원의원 당선 |
| 1976년 선거 | 하원의원 (워싱턴 제5선거구) | 95대  | 민주당 | 58.01% | 120,415표 | 1위  | 워싱턴주 하원의원 당선 |
| 1978년 선거 | 하원의원 (워싱턴 제5선거구) | 96대  | 민주당 | 48.00% | 77,201표  | 1위  | 워싱턴주 하원의원 당선 |
| 1980년 선거 | 하원의원 (워싱턴 제5선거구) | 97대  | 민주당 | 51.90% | 120,530표 | 1위  | 워싱턴주 하원의원 당선 |
| 1982년 선거 | 하원의원 (워싱턴 제5선거구) | 98대  | 민주당 | 64.30% | 109,549표 | 1위  | 워싱턴주 하원의원 당선 |
| 1984년 선거 | 하원의원 (워싱턴 제5선거구) | 99대  | 민주당 | 69.68% | 154,988표 | 1위  | 워싱턴주 하원의원 당선 |
| 1986년 선거 | 하원의원 (워싱턴 제5선거구) | 100대 | 민주당 | 74.72% | 121,732표 | 1위  | 워싱턴주 하원의원 당선 |
| 1988년 선거 | 하원의원 (워싱턴 제5선거구) | 101대 | 민주당 | 76.39% | 160,654표 | 1위  | 워싱턴주 하원의원 당선 |
| 1990년 선거 | 하원의원 (워싱턴 제5선거구) | 102대 | 민주당 | 68.81% | 110,234표 | 1위  | 워싱턴주 하원의원 당선 |
| 1992년 선거 | 하원의원 (워싱턴 제5선거구) | 103대 | 민주당 | 55.18% | 135,965표 | 1위  | 워싱턴주 하원의원 당선 |
| 1994년 선거 | 하원의원 (워싱턴 제5선거구) | 104대 | 민주당 | 49.08% | 106,074표 | 2위  | 낙선                   |